# Municipio de Center (condado de Chautauqua)
El municipio de Center (en inglés: Center Township) es un municipio ubicado en el condado de Chautauqua en el estado estadounidense de Kansas. En el año 2010 tenía una población de 63 habitantes y una densidad poblacional de 0,43 personas por km².

## Geografía
El municipio de Center se encuentra ubicado en las coordenadas 37°14′53″N 96°18′35″O / 37.24806, -96.30972. Según la Oficina del Censo de los Estados Unidos, el municipio tiene una superficie total de 144.97 km², de la cual 143,38 km² corresponden a tierra firme y (1,1 %) 1,59 km² es agua.

## Demografía
Según el censo de 2010, había 63 personas residiendo en el municipio de Center. La densidad de población era de 0,43 hab./km². De los 63 habitantes, el municipio de Center estaba compuesto por el 95,24 % blancos, el 4,76 % eran amerindios. Del total de la población el 0 % eran hispanos o latinos de cualquier raza.